# Аверьяновский
Аверьяновский — посёлок в Большечерниговском районе Самарской области России. Входит в состав сельского поселения Петровский.

## География
Аверьяновский находится в верховьях реки Сестра в центральной части сельского поселения, в 37 км к западу от Большой Черниговки и в 125 км к югу от Самары.
В посёлке и вблизи него имеются крупные пруды.

## Население
| 2010 | 2011 | 2012 | 2013 | 2014 | 2015 |
| ---- | ---- | ---- | ---- | ---- | ---- |
| 473  | →473 | ↗486 | ↘474 | ↗479 | ↘478 |
| 2016 |      |      |      |      |      |
| ↘477 |      |      |      |      |      |

## Инфраструктура
В посёлке Аверьяновский общественно-деловая зона сосредоточена в восточной части на ул. Центральная. Здесь располагаются детский сад, школа, клуб, магазины, почта, учреждение социального обеспечения, ЖЭУ. На площади (ул. Центральная, 46) стоит церковь Казанской иконы Божией Матери.
Общеобразовательная школа находится на ул. Центральная, 44. В ней в 2017/2018 гг. 28 учащихся. При школе есть спортивный зал.

ФАП расположен на ул. Центральная, 24.
Филиал БольшеЧерниговского отделения «Управление социальной защиты населения» находится на ул. Центральная, 22/3. Учреждение социального обеспечения рассчитано на 25 мест.
Клуб на 120 мест находится по адресу ул. Центральная, 42. Сельская библиотека на 7300 книг / 10 читальных мест находится по адресу ул. Центральная, 22/2.
Почтовое отделение 294 — ул. Центральная, 32
Около церкви есть монумент посвященый Великой отечественной войны. На монументе изображена мать держащая своего умирающего сына. Около монумента есть надпись: "Войнам - Землякам погибшим в годы Великой Отечественной войны 1941г 1945г". Под монументом стоят два обелиска с именами героев земляков. В селе также есть обустроенный родник
Жилая зона посёлка разделена на две части рекой Сестра. Основная часть сосредоточена на правом берегу, на левом только одна улица Набережная.
Централизованное водоснабжение посёлка осуществляется из подземного водозабора. Глубина скважины 200 м. Водопровод протяжённостью 5,0 км из полиэтиленовых труб проложен под землёй.

## Транспорт
Транспортное сообщение осуществляется по автодороге через посёлок Глушицкий (выход к автодорогам Большая Глушица — Перелюб и Глушицкий — Большая Черниговка), имеется тупиковая дорога на юг к посёлку Сёстры.